# Haapalanjärvi
Haapalanjärvi är en sjö i Finland. Den ligger i Nystads stad i landskapet Egentliga Finland, i den sydvästra delen av landet, 190 km väster om huvudstaden Helsingfors. Haapalanjärvi ligger 13 meter över havet. Arean är 16,4 hektar och strandlinjen är 1,92 kilometer lång. Sjön  ingår i Skärgårdshavets kustområde, Åland.   I omgivningarna runt Haapalanjärvi växer i huvudsak barrskog.